# Malaconotus blanchoti
El gladiador cabecigrís (Malaconotus blanchoti) es una especie de ave paseriforme en la familia Malaconotidae.

## Distribución y hábitat
Se encuentra en África al sur del Sahara, particularmente en Angola, Benín, Botsuana, Burkina Faso, Camerún, República Centroafricana, Chad, República Democrática del Congo, Costa de Marfil, Eritrea, Etiopía, Gambia, Ghana, Guinea, Guinea-Bissau, Kenia, Malaui, Malí, Mozambique, Namibia, Níger, Nigeria, Ruanda, Senegal, Sierra Leona, Somalia, Sudáfrica, Suazilandia, Sudán, Sudán del Sur, Tanzania, Togo, Uganda, Zambia, y Zimbabue.
Sus hábitats naturales son la sabana seca y la sabana húmeda.

## Subespecies
Se reconocen las siguientes subespecies:
- M. b. approximans (Cabanis, 1869)
- M. b. blanchoti Stephens, 1826
- M. b. catharoxanthus Neumann, 1899
- M. b. hypopyrrhus Hartlaub, 1844
- M. b. interpositus Hartert, 1911
- M. b. citrinipectus Meise, 1968
- M. b. extremus Clancey, 1957